# Stjepan Bogat
Stjepan svobodný pán Bogat z Kostanjevace (německy Stephan Freiherr Bogat von Kostanjevac und Panos, maďarsky báró kostanjevaci és panosi báró Bogat István, chorvatsky Stjepan barun od Kostanjevca i Panosa) (29. července 1855 Miholjanec – 21. května 1923 Záhřeb) byl rakousko-uherský generál chorvatského původu. V c. k. armádě sloužil od roku 1872, vystřídal službu u různých jednotek po celé monarchii, několik let strávil u uherské zeměbrany. Za první světové války bojoval jako divizní velitel v Srbsku a Itálii. Koncem roku 1915 byl z fronty odvolán a v letech 1916–1918 zastával funkci velitele posádky v Budapešti. V roce 1917 dosáhl hodnosti generála pěchoty a těsně před zánikem monarchie byl povýšen do stavu svobodných pánů (1918).

## Životopis
Pocházel z Chorvatska, vojenskou průpravu získal na kadetních školách v Mitrovici a v Záhřebu, do armády vstoupil v roce 1872 jako desátník, vystřídal službu u jednotek pěchoty v Záhřebu, Dubrovníku a Mostaru. Postupoval v hodnostech (poručík 1875, nadporučík 1880) a zúčastnil se rakousko-uherské okupace Bosny a Hercegoviny (1878). Několik let strávil u 69. pěšího pluku v Budapešti (1882–1890), s tímto plukem poté pobýval ve Vídni a Székesféherváru. V roce 1895 byl povýšen na majora a následně působil jako velitel praporu u 64. pěšího pluku v Maros-Vásárhely (dnes Târgu Mureș v Rumunsku). Jako podplukovník (1901) byl zástupcem velitele 70. pěšího pluku v Petrovaradínu. V roce 1904 přešel k uherské zeměbraně a v hodnosti plukovníka (1905) velel různým zeměbraneckým jednotkám v Karlovaci a Záhřebu.
V roce 1910 byl povýšen do hodnosti generálmajora, setrval u uherské zeměbrany a v letech 1910–1914 byl velitelem 87. zeměbranecké pěchotní brigády v Osijeku. V roce 1914 se stal velitelem 1. pěchotní divize v Sarajevu a k datu 1. května 1914 dosáhl hodnosti polního podmaršála. Se svou divizí bojoval na začátku první světové války na srbské frontě pod velením generála Potiorka, v roce 1915 byl přeložen na italskou frontu, kde byl začleněn do armádního sboru generála Foxe. odkud byl odvolán v prosinci 1915 odvolán. Po nějakou dobu zůstal mimo aktivní službu, ale nakonec byl v letech 1916–1918 velitelem v Budapešti. K datu 10. srpna 1917 obdržel hodnost titulárního generála pěchoty a v Budapešti setrval do října 1918. K datu 1. ledna 1919 byl v armádě penzionován, zbytek života strávil v soukromí v Záhřebu, kde o několik let později zemřel. Od roku 1905 byl ženatý s Olgou Withalmovou, s níž měl dva syny, Stjepana a Duru.

## Tituly a ocenění
V roce 1913 byl v Uherském království povýšen do šlechtického stavu s predikátem z Kostanjevace, v roce 1917 mu byl přiznán další predikát z Panosu a těsně před koncem první světové války získal titul uherského barona (1918). Během vojenské kariéry získal řadu vyznamenání v Rakousku-Uhersku i od zahraničních panovníků.

### Rakousko-Uhersko
- Válečná medaile (1878)
- Jubilejní pamětní medaile (1898)
- Vojenský záslužný kříž III. třídy (1903)
- Vojenský jubilejní kříž (1908)
- Řád železné koruny III. třídy (1909)
- Mobilizační kříž (1913)
- Řád železné koruny II. třídy s válečnou dekorací (1914)
- Vojenský záslužný kříž II. třídy s válečnou dekorací (1915)
- Vojenská záslužná medaile (1915)
- Vyznamenání za zásluhy o Červený kříž s válečnou dekorací (1917)
- velkokříž Řádu Františka Josefa s válečnou dekorací (1918)

### Zahraničí
- Řád lva a slunce IV. třídy (1890, Persie)
- Železný kříž II. třídy (1917, Německo)